# Identifikacijska številka vozila
Izraz VIN je angleška kratica (Vehicle Identification Number), ki pomeni identifikacijsko številko vozila. Za VIN številko pa se še vedno pogosto uporablja tudi izraz številka šasije. Unikatno VIN številko, s katero je vpisano v evidence, ima vsako vozilo. Sodobna VIN številka je sestavljena iz 17 črk in številk, nikoli pa ne vključuje črk O (o), I (i) in Q (q) – v izogib nejasnostim s števkami 0, 1 in 9.
Večina sodobnih vozil ima VIN številko zapisano na spodnjem predelu vetrobranskega stekla na voznikovi strani. V Sloveniji se VIN številka v prometnem dovoljenju vozila nahaja v stolpcu “E”. Prometno dovoljenje mora vedno biti v skladu z VIN številko, vtisnjeno na predpisani tablici, ki jo lahko najdete na različnih mestih na vozilu ( vetrobransko steklo, tla na sovoznikovi strani, podboj na voznikovi strani itd. ). V skladu z uredbo Evropske unije, se identifikacijska številka vozila navede na jasno vidnem in lahko dostopnem mestu, tako da oznake ni mogoče izbrisati ali odrgniti.

## Zgodovina VIN številke
VIN številka je bila prvič uvedena leta 1954 v ZDA. V prvih letih po uvedbi, do leta 1981, ni bilo enotnega standarda za VIN številke ( serijske številke ), in proizvajalci vozil so uporabljali različne oblike kodiranja informacij. Glede na naraščajoče število vozil je bilo ocenjeno, da to ne deluje dobro, zato so se odločili, da to uredijo in oznako VIN prilagodijo svetovnim ISO normam. Po uvedbi ISO normativov so se proizvajalci, ki so izdelovali vozila za ameriški trg, zelo hitro prilagodili temu standardu. ISO je uvedel priporočila za uporabo standarda VIN številk in njegovo strukturo, serijska številka karoserije pa je bila uporabljena tudi v Evropi. Vendar pa so bili nabori informacij, ki jih vsebuje, uvedeni postopoma.
Volkswagen je na primer med letoma 1995 in 1997 začel kodirati večje količine informacij, kontrolno številko pa med leti 2009 in 2015 za izbrane modele iz skupine. Uporablja se tudi kontrolna številka VIN, vendar ne v vseh modelih blagovnih znamk. V evropskih vozilih ga je mogoče najti npr. na Audiju A1.

## Format zapisa VIN številke
Obstajata dva načina za zapis identifikacijske številke vozila. Evropska unija uporablja standard ISO-3779, ki je stopil v veljavo leta 1981 in se nanaša na vsebino in strukturo VIN številke, medtem ko Severna Amerika uporablja strožjo obliko (vključno s kontrolno številko), vendar združljivo z evropsko. Prejšnji standardi ISO za VIN številko so ISO 4030 za lokacijo in označevanje VIN številke ter ISO 3780 za globalno standardizacijo prvega razdelka VIN, WMI.
VIN številka je sestavljena iz naslednjih razdelkov:
| ISO 3779        | WMI                         | WMI                         | WMI                         | VDS                                                                  | VDS                                                                  | VDS                                                                  | VDS                                                                  | VDS                                                                  | VDS                | VIS              | VIS                      | VIS                | VIS                | VIS                | VIS                | VIS                | VIS                |                    |                    |
| Severna Amerika | Identifikacija proizvajalca | Identifikacija proizvajalca | Identifikacija proizvajalca | Deskriptor vozila - kodirani podatki o tehnični specifikaciji vozila | Deskriptor vozila - kodirani podatki o tehnični specifikaciji vozila | Deskriptor vozila - kodirani podatki o tehnični specifikaciji vozila | Deskriptor vozila - kodirani podatki o tehnični specifikaciji vozila | Deskriptor vozila - kodirani podatki o tehnični specifikaciji vozila | Kontrolna številka | Leto proizvodnje | Šifra proizvodne tovarne | Zaporedna številka | Zaporedna številka | Zaporedna številka | Zaporedna številka | Zaporedna številka | Zaporedna številka | Zaporedna številka | Zaporedna številka |

1. ↑  AMZS. »AMZS nasvet: Pri nakupu rabljenega vozila preverite VIN številko«. AMZS. Pridobljeno 20. septembra 2022.
2. ↑  Izvedbena uredba Komisije (EU) 2021/535 z dne 31. marca 2021 o določitvi pravil za uporabo Uredbe (EU) 2019/2144 Evropskega parlamenta in Sveta glede enotnih postopkov in tehničnih specifikacij za homologacijo vozil ter sistemov, sestavnih delov in samostojnih tehničnih enot, namenjenih za taka vozila, v zvezi z njihovimi splošnimi konstrukcijskimi podatki in varnostjo (Besedilo velja za EGP), 6. april 2021, pridobljeno 21. septembra 2022
3. ↑  AUTODNA. »VIN številka | Identifikacijska številka vozila - autoDNA«. www.autodna.si. Pridobljeno 21. septembra 2022.
4. ↑  AUTODNA. »VIN številka | Identifikacijska številka vozila - autoDNA«. www.autodna.si. Pridobljeno 21. septembra 2022.